# ستيف فوربس (لاعب كرة قدم)
ستيف فوربس (بالإنجليزية: Steve Forbes)‏ (24 ديسمبر 1975 في المملكة المتحدة - ) هو لاعب كرة قدم بريطاني في مركز الوسط. لعب مع ستيفيناغ بوروه وكولتشستر يونايتد ونادي بيتربورو يونايتد ونادي ميلوول وEastleigh F.C. ‏ وبيليريكاي تاون وHendon F.C. ‏ وداغنهام وريدبريدج وSittingbourne F.C. ‏.

## وصلات خارجية
- ستيف فوربس على موقع قاعدة بيانات كرة القدم.إي يو (الإنجليزية)
- ستيف فوربس على موقع Soccerbase.com (لاعب) (الإنجليزية)